# Peace & Love
Peace & Love es el festival de música más grande de Suecia, reconocido como un evento humanitario que «tiene como objetivo construir conciencia sobre la importancia de la no violencia». Se le considera «un polo de desarrollo musical en Europa».
El festival inició a finales de la década de 1990 y ha permanecido activo desde entonces, sin embargo, en 2013 el evento fue cancelado debido a una serie de problemas financieros por parte de los organizadores. En un principio, el evento emitió los carteles oficiales con los artistas invitados, entre ellos, Depeche Mode y Pet Shop Boys como los artistas estelares, pero finalmente el evento fue cancelado. El festival retornó en 2014.
Peace & Love se formó como una asociación y organizó el primer evento en 1999, en la localidad de Borlänge. El objetivo principal del evento fue contrarrestar la violencia y el racismo. Con el transcurrir de los años, el festival se ha enfocado más en temas relacionados con los valores, la comprensión y la resolución de conflictos.
El festival se ha extendido a otros países como respuesta a la resolución de conflictos relacionados con la violencia, también en la búsqueda de una mejor comunicación entre jóvenes y miembros de comunidades.
Por el festival han pasado artistas y grupos destacados a nivel nacional, entre ellos, Lars Winnerbäck, Håkan Hellström y Ulf Lundell. A nivel internacional destaca la participación de Bob Dylan, Alice Cooper, Sex Pistols, Motörhead, Mötley Crüe, Alice in Chains, entre otros. 

## Festival en otros países
Peace & Love también se ha celebrado en otros países, entre ellos, Chile, Estados Unidos y Cuba.

### Chile
El festival se celebró entre el 4 y 5 de enero de 2008 en la comuna Conchalí, en el Balneario Municipal de Conchalí, uno de los lugares más pobres de Chile después de un «convenio entre las municipalidades de Borlänge y Conchalí». En este evento participaron artistas y grupo chilenos como Juana Fe, La Mano Ajena, Joe Vasconcellos, entre otros más, aunque también se presentaron varios artistas internacionales como Mando Diao, Advance Patrol, también de la banda estadounidense Cat Mardino, entre otros.

### Estados Unidos
En 2009 el festival Peace & Love se realizó en la ciudad de Austin, Estados Unidos. El evento se realizó simultáneamente con el festival Ice Cream Social organizado por Roky Erickson.

### Cuba
En Cuba, el festival se celebró entre el 25 y 26 de marzo de 2011 en Los Jardines de la Tropical, en La Habana. Parte de este evento se realizó con la colaboración del proyecto Fábrica de Arte del artista Equis Alfonso (también conocido como X-Alfonso). En el festival participaron diversas bandas locales como Carlos Varela, Zeus, Hipnosis, entre otros; a nivel internacional participaron Familjen, Looptroop Rockers, The Baboon Show y otros más. En Peace & Love Cuba edición 2011, también se presentaron eventos relacionados con las artes plásticas, danzas y performance.

## Conciertos
A lo largo de los años han participado gran multitud de artistas y bandas, entre ellas, Patti Smith, New York Dolls, Vitalic, Jay-Z, Tech N9ne, Lily Allen, Them Crooked Vultures, Alice Cooper, Slayer, W.A.S.P. Surkin, NOFX, Ed Harcourt, Vive la Fête, Hanoi Rocks, Motörhead, Cut Copy, Khonnor, Familjen, Rootvälta, Den Svenska Björnstammen, Miike Snow, Name The Pet, The Cardigans, Thåström, Håkan Hellström, The Sounds, Mando Diao, Lars Winnerbäck, Ulf Lundell, The Hives, Looptroop, The Hellacopters y Silverbullit, entre muchas otras. La banda con más apariciones en el festival es Sugarplum Fairy, grupo sueco originario del municipio de Borlänge.

### Carteles
| 1999                 | 2000                 | 2001                  | 2002                  | 2003                  | 2004                 |
| -------------------- | -------------------- | --------------------- | --------------------- | --------------------- | -------------------- |
|                      |                      |                       |                       |                       |                      |
| Fecha: 5–6 de agosto | Fecha: 4–5 de agosto | Fecha: 3–4 de agosto  | Fecha: 5–6 de julio   | Fecha: 4–5 de julio   | Fecha: 8–10 de julio |
| Visitantes: 900      | Visitantes: 2500     | Visitantes: 3000      | Visitantes: 3500      | Visitantes: 8500      | Visitantes: 10 000   |
| 2005                 | 2006                 | 2007                  | 2008                  | 2009                  | 2010                 |
|                      |                      |                       |                       |                       |                      |
| Fecha: 8–9 de julio  | Fecha: 4–8 de julio  | Fecha: 26–30 de junio | Fecha: 23–28 de junio | Fecha: 22–27 de junio | Fecha: 28–3 de julio |
| Visitantes: 10 000   | Visitantes: 15 000   | Visitantes: 20 000    | Visitantes: 25 000    | Visitantes: 41 685    | Visitantes: 42 000   |

### Participaciones
- 1999 – Ken, The Ark, The Motorhomes
- 2000 – Joakim Thåström, Lars Winnerbäck, Mando Diao, Michael Monroe, The (International) Noise Conspiracy
- 2001 – Backyard Babies, Rikard Wolff, Sator, Rootvälta
- 2002 – The Latin Kings, Sophie Zelmani, Infinite Mass, The Sounds, Sugarplum Fairy
- 2003 – Jakob Hellman, The Ark, The Sounds, Pain, Moneybrother, Steve Wynn, Rootvälta
- 2004 – Motörhead, Hanoi Rocks, Broder Daniel, Marit Bergman, Lisa Miskovsky, Eldkvarn, Timbuktu
- 2005 – Cut Copy, Ulf Lundell, Thomas Di Leva, The Hellacopters, Håkan Hellström, Nationalteatern, Khonnor
- 2006 – Patti Smith, New York Dolls, The Cardigans, Ed Harcourt, Dia Psalma, Thåström, Håkan Hellström
- 2007 – Iggy & The Stooges, Alice Cooper, Damien Rice, Jason Mraz, Backyard Babies, The Ark, Sahara Hotnights, Meshuggah, Dia Psalma, Mando Diao, Snook, Crashdïet, The Horrors, Lars Winnerbäck (secret act).
- 2008 - Sex Pistols, Manu Chao, Thåström, Kent, Håkan Hellström, The Hives, In Flames, W.A.S.P., Jason Mraz, Suzanne Vega, The Hellacopters,  Millencolin, Adam Tensta, Pugh Rogefeldt, De Lyckliga Kompisarna, Roky Erickson.
- 2009 - Turbonegro, Keane, Slagsmålsklubben, Lars Winnerbäck, Volbeat, Faith No More, Satyricon, Thåström, The Stranglers, Håkan Hellström, Pete Doherty, Mötley Crüe, Mando Diao, Carl Barât, Babyshambles, Chris Cornell, Monster Magnet, Razorlight, Psilodump.
- 2010 - Jay-Z, Them Crooked Vultures, Patti Smith, Lily Allen, The Kooks, Alice in Chains, John Fogerty, Mew, Vitalic, Familjen, Tech N9ne, Miike Snow, Surkin, Sick of it All, Hardcore Superstar, Brother Ali, Amanda Jenssen, Taylor Mali, Kent, The Hives
- 2011 - Bob Dylan, Bob Geldof, Jesse Jackson, Kings of Leon, Thirty Seconds to Mars, Ziggy Marley, M.I.A., The Strokes, Deadmau5
- 2012 - Rihanna, Skrillex, Regina Spektor, Mumford & Sons, Edguy, Dropkick Murphys, John Hiatt, Roxette, Kent, Billy Idol, The Shins, Christina Perri, Simple Plan
- 2013 - Depeche Mode, Queens Of The Stone Age, Håkan Hellström, Iggy & The Stooges, Johnossi, First Aid Kit, Macklemore, Graveyard
- 2014 - Miss Li, Johnossi, Melissa Horn, Stefan Sundström, INVSN, Ebbot Lundberg
- 2015 - Veronica Maggio, D-A-D, Jill Johnson, Ola Salo, Doug Seeger, Petter, Timbuktu, Judah & the Lion

## Lectura recomendada
- Tobias Heldt, Anna Klerby (2014). Peace, love and well-being – volunteering at the Peace & Love festival in Borlänge, Sweden. doi 10.4324/9780203385906